# Station Bishopbriggs
Bishopbriggs is een spoorwegstation van National Rail in East Dunbartonshire in Schotland. Het station is eigendom van Network Rail en wordt beheerd door ScotRail. 

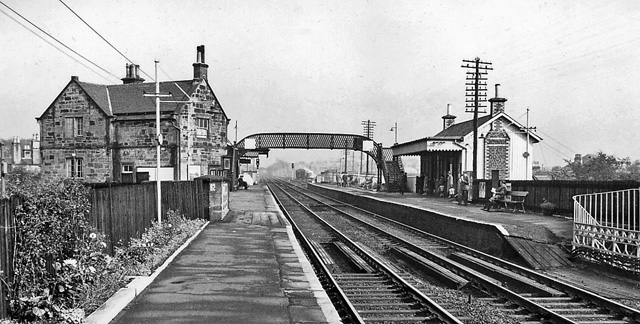
Station Bishopbriggs in 1961